# 加藤衛 (俳優)
加藤 衛（かとう まもる、1976年3月2日 - ）は、東京都出身の俳優。加藤企画所属。

## 人物
帝京大学出身。日本文学館ポエム大賞「審査員特別賞」受賞。
かつてはEja9（いいじゃナイン）に所属していた。
身長172cm。体重66kg。血液型A型。
趣味は株式投資、ドライブ。特技は擬音のモノマネ、一輪車。
資格はウェディングプランナー、自動車運転免許。

## 出演作品

### テレビドラマ

#### NHK
- タイムスクープハンター 「眠ってはいけない”戦国”」（2013年） - 足軽
- 土方のスマホ 正月の陣（2022年） - 西郷隆盛

#### 日本テレビ
- 木曜ナイトドラマ / 示談交渉人 ゴタ消し（2011年） - ファミレスの客
- 木曜ドラマ / ブラックスキャンダル（2018年） - マネージャー

#### TBS
- 月曜ゴールデン→月曜名作劇場
  - 捜査指揮官 水城さや 第1作（2013年） - パーティー客
  - 魔性の群像 刑事・森崎慎平 第5作（2019年）
  - 警視庁SP特命係（2019年） - 記者
- ドラマイズム
  - BACK STREET GIRLS -ゴクドルズ-（2019年）
  - ガールガンレディ（2021年） - 教師（声の出演）

#### フジテレビ
- 白線流し 19の春（1997年） - 加藤衛
- 赤い糸の女（2012年） - 記者
- ゴーイング マイ ホーム（2012年） - マンション住民
- 金曜プレステージ
  - 悪党（2012年） - ラーメン屋の店員
  - 所轄刑事 第9作（2014年） - 日下部修
- 天国の恋（2013年） - ウェイター
- 新・牡丹と薔薇（2015年） - 露木
- オトナの土ドラ
  - さくらの親子丼（2017年） - 警察官
  - 家族の旅路 家族を殺された男と殺した男（2018年） - 客
  - それぞれの断崖（2019年） - 医師
- 1995〜地下鉄サリン事件30年 救命現場の声〜（2025年）

#### テレビ朝日
- 月曜ドラマ・イン / イタズラなKiss（1996年） - 三上拓也 ※デビュー作[1]
- 仮面ライダーシリーズ
  - 仮面ライダーカブト（2006年） - 京料理[4]
  - 仮面ライダーゴースト（2015年） - 職員
- 特命戦隊ゴーバスターズ（2012年） - マネージャー
- 少女のみる夢（2016年）
- 木曜ドラマ / リーガルV〜元弁護士・小鳥遊翔子〜（2018年） - 恋人
- 名探偵・明智小五郎（2019年） - 大家
- 日曜プライム / 私刑人～正義の証明（2020年）
- 特捜9（2020年） - 修理業者
- 金曜ナイトドラマ
  - 24 JAPAN（2021年）
  - NICE FLIGHT!（2022年） - 引率教師
- マルス-ゼロの革命-（2023年） - サラリーマン

#### テレビ東京
- ねらわれた学園（1997年） - バスケ部主将
- 水曜ミステリー9
  - 鉄道警察官・清村公三郎 第7作（2011年）
  - 最強の法廷 裁判官桜子と10人の評決（2015年） - 交番巡査
- 好好!キョンシーガール〜東京電視台戦記〜（2012年） - 武田鉄矢キョンシー
- ソコアゲ★ナイト / 太鼓持ちの達人〜正しい××のほめ方〜（2015年） - 上司
- ドラマ24
  - 玉川区役所 OF THE DEAD（2014年）
  - 初森ベマーズ（2015年） - 郵便局員
- ドラマプレミア23 / 夫の家庭を壊すまで（2024年）

#### ABC
- #セルおつ（2017年） - 彼氏

#### WOWOW
- 連続ドラマW
  - 沈まぬ太陽（2016年）
  - アキラとあきら（2017年） - 警察官
  - 孤高のメス（2019年） - 社員
  - 鉄の骨（2020年） - 池松組の社員
  - セイレーンの懺悔（2020年）

#### BSジャパン
- 強靭ボディSEXYボディ（2015年） - 小島主任
- 真夜中の百貨店～シークレットルームへようこそ～（2016年） - 客
- 拝み屋怪談（2019年）

#### BS12
- 課長バカ一代（2020年）

#### BSスカパー!
- リップヴァンウィンクルの花嫁 serial edition（2016年）

#### NOTTV
- 熱血硬派くにおくん（2013年） - 金獅子

### テレビ番組
- R-1グランプリ
- 中居正広の金曜日のスマたちへ 「波乱万丈 武田鉄矢編」（2002年） - 主演：武田鉄矢
- 教師カンカン物語（2004年） - 担任教師
- 先生だって人間SP（2005年） - 警察官
- ありえへん∞世界（2012年） - 主演：脱サラのラーメン店主

### 配信ドラマ
- チェイス 第1章（2017年）

### 映画
- ベル・エポック（1998年） - 社員
- ちいさな恋のものがたり（2008年） - キャバクラ店長
- モンスター（2013年） - 同僚
- ペコロスの母に会いに行く（2013年） - ボーイ
- テルマエ・ロマエII（2014年） - 銭湯の客
- 奴隷区 僕と23人の奴隷（2014年） - 奴隷
- 小川町セレナーデ（2014年） - 店長
- 東京PRウーマン（2015年） - 課長
- 天空の蜂（2015年） - 管制官
- Mr.マックスマン（2015年） - 東京ボマー
- はなちゃんのみそ汁（2015年） - 神父
- リップヴァンウィンクルの花嫁（2016年）
- 教科書にないッ! 2（2016年） - 落合店長
- ちょっと待て野球部!（2018年） - 先生
- 天使じゃないッ!（2018年） - 担任
  - 天使じゃないッ! 2（2018年） - 担任
- ぐらんぶる（2020年）

### 舞台
- 三田佳子主演 - ウェイター
  - 「みだれ髪」（1998年）
  - 「命燃えて」（1998年、2000年）
- 片岡京子主演 「智恵子飛ぶ」（2010年） - ウェイター
- 水谷八重子主演 「大つごもり」（2012年） - 朗読者

### CM
- アートネイチャー（2006年） - 体験者
- au by KDDI（2009年） - 先輩（二宮和也と共演）
- NTT フレッツ光（2010年） - 父親
- 一般社団法人移住・住みかえ支援機構「かせるストック」（2019年）

### DVD
- 半グレvsやくざ（2014年） - ダーツ的の男
- ラバーズ 愛の軌跡（2015年） - ラバー男
- ラ・マン VIP専用の女（2016年）
- 若妻のおシゴト 超VIPエステ倶楽部（2017年） - 大村賢三

### WEB
- 株式会社グレーゾーン・エージェンシー（2020年）

### モデル
- 扶桑社 「週刊SPA!」（2019年）

### 書籍
- 日本文学館出版 「若手から見た芸能界」（2010年）